# District de Tulln
Le district de Tulln est une subdivision territoriale du land de Basse-Autriche en Autriche.

## Géographie

### Lieux administratifs voisins
|  |  |  |
|  |  |  |
|  |  |  |

## Communes
Depuis le 1er janvier 2017, le district de Tulln est subdivisé en 22 communes :
- Absdorf
- Atzenbrugg
- Fels am Wagram
- Grafenwörth
- Grossriedenthal
- Grossweikersdorf
- Judenau-Baumgarten
- Kirchberg am Wagram
- Klosterneuburg
- Königsbrunn am Wagram
- Königstetten
- Langenrohr
- Michelhausen
- Muckendorf-Wipfing
- Sieghartskirchen
- Sitzenberg-Reidling
- St. Andrä-Wördern
- Tulbing
- Tulln an der Donau
- Würmla
- Zeiselmauer-Wolfpassing
- Zwentendorf an der Donau